# Skaftárhreppur
Skaftárhreppur är en kommun i Suðurland i Island. Folkmängden är 470 (2016). 
Huvudorten är Kirkjubæjarklaustur.